# Sebastian Marka

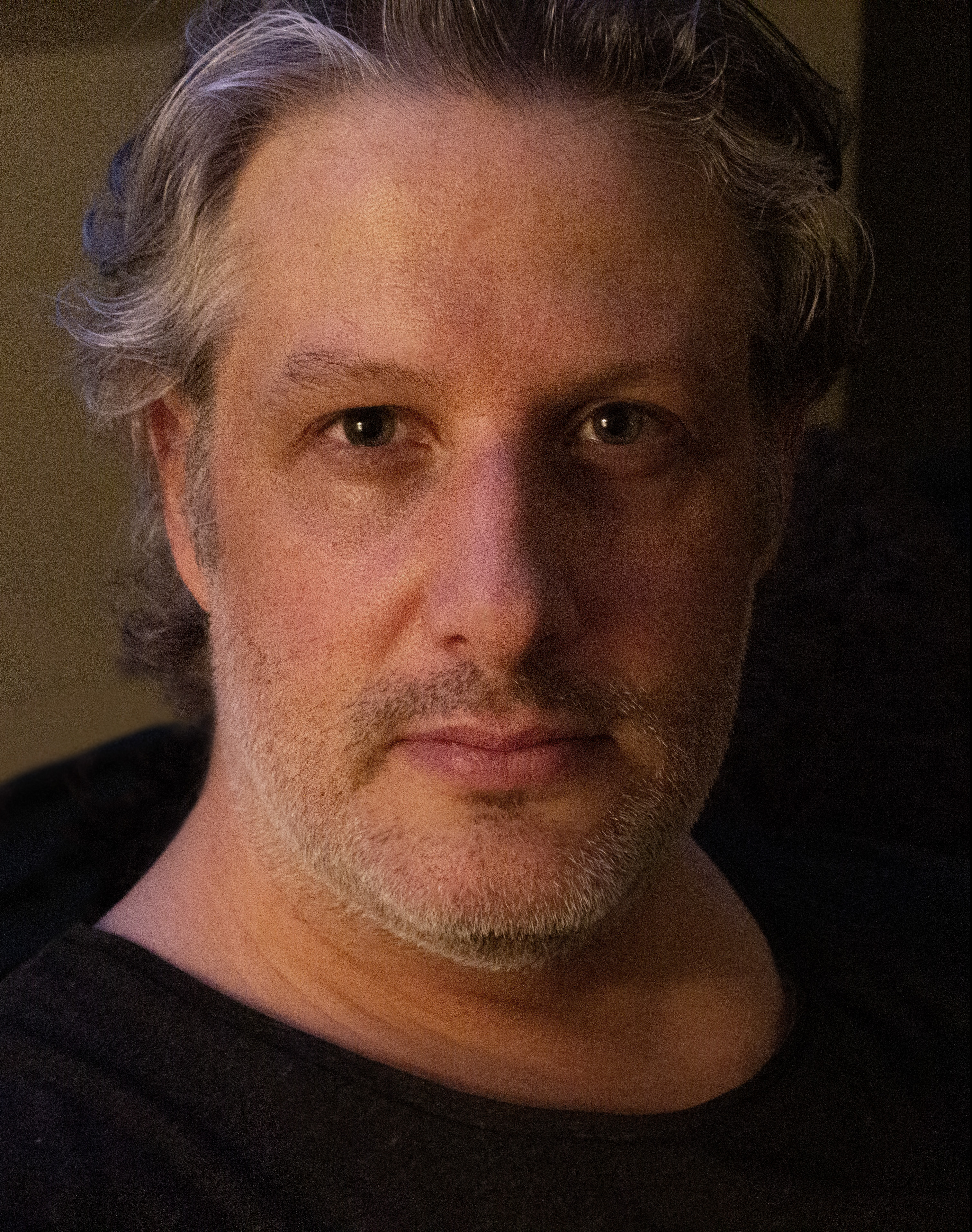
Sebastian Marka (2021)

Sebastian Marka (* 1978 in Genf) ist ein deutscher Filmregisseur und Filmeditor.

## Leben und Wirken
Sebastian Marka wurde 1978 in Genf geboren und wuchs im badischen Königsbach-Stein auf. Ab 2001 studierte Marka an der Filmakademie Baden-Württemberg und beendete 2005 sein Studium im Fach Bildgestaltung/Kamera mit Diplom.
Bereits zu Studienzeiten fing Marka an als freischaffender Filmeditor Kurz-, Werbe- und Spielfilme zu schneiden. Nach seinem Studium setzte er die Arbeit fort und zeichnete sich für den Schnitt von mehreren Fernsehproduktionen und Kinofilmen wie Unschuldig (Fernsehserie), Killerjagd. Töte mich, wenn du kannst (Fernsehfilm) oder Parkour (Kinofilm) verantwortlich. Für drei Folgen der internationalen Koproduktion 100 Code des Senders Sky übernahm Marka ebenfalls den Schnitt.
2010 entstand sein Kurzfilm-Thriller Interview mit Stephan Grossmann und Florian Panzner in den Hauptrollen, für den er von der Deutschen Film- und Medienbewertung das Prädikat besonders wertvoll und bei nationalen und internationalen Filmfestivals zahlreiche Preise erhielt.
Durch den erfolgreichen Kurzfilm Interview erhielt Marka Regieaufträge. Nachdem er bei fünf Folgen der TV-Vorabendserie Notruf Hafenkante Regie führte, drehte er im Anschluss seit 2013 zehn Folgen der Kriminalfilm-Reihe Tatort, von denen er drei selbst schnitt.
Die drei mit Preisen ausgezeichneten Tatortfolgen (Es lebe der Tod, Die Wahrheit und Meta) und vier weitere Episoden (Das Haus am Ende der Straße, Hinter dem Spiegel, Ein Tag wie jeder andere, Parasomnia) entstanden in Zusammenarbeit mit dem Drehbuchautor Erol Yesilkaya. Dieser schrieb die Drehbücher zu den Tatortfolgen. Marka hatte Yesilkaya 2012 kennengelernt und mit ihm seitdem häufig zusammengearbeitet. Ihre erste gemeinsame Arbeit war die Folge Vergessene Wahrheit der Fernsehserie Notruf Hafenkante. In einem Interview mit der Fachzeitschrift Blickpunkt:Film verglich Marka ihre Kooperation mit dem „Showrunner-Prinzip“. Bei der Entstehung eines Filmes von der Ideentwicklung bis zur Montage würden Yesilkaya und Marka in ständigem Austausch stehen, um ein gutes Endergebnis zu erzielen.
Am 20. Oktober 2020 wurde Markas dystopischer Fernsehfilm Exit aus dem Science-Fiction-Genre in Das Erste ausgestrahlt. Für den Film schrieb Yesilkaya wieder das Drehbuch und Marka war ebenfalls für den Filmschnitt verantwortlich.
Zudem verfilmten Marka und Yesilkaya den Fantasyroman-Bestseller Der Greif (1989) von Wolfgang Hohlbein als Serie für den Streamingdienst Amazon Prime Video. Hier war Marka neben Yesilkaya Showrunner und mit für die Regie von vier Folgen verantwortlich. Die Serie erschien am 25. Mai 2023 bei Amazon Prime Video.

## Rezeption
Die Tatorte von Marka wurden nahezu alle von der deutschen Presse gut aufgenommen und erhielten positive IMDb-Bewertungen. So schrieb der Filmkritiker Rainer Tittelbach im Oktober 2018, dass Marka „bisher nur überragende ‚Tatorte‘ abgeliefert“ und „Ausnahmekrimis“ geschaffen habe. Auch der Spiegel-Online-Kritiker Christian Buß schrieb 2018 in einer Tatort-Kritik, dass Marka „mit cineastischen ‚Tatorten‘ wie der Berliner Folge ‚Meta‘ oder der ‚Se7en‘-Variation für das Frankfurter TV-Revier immer wieder kunstvoll das Format der Reihe geweitet“ habe. Des Weiteren nannte Buß 2015 das Duo aus Regisseur Marka und Drehbuchautor Yesilkaya „Die jungen Wilden“. Er stellte in einer weiteren Kritik von 2019 fest, „Das Tolle in den Krimis von Yesilkaya und Marka ist ja, dass sie ausgerechnet in dem oft als verdruckst empfundenen Fernsehkrimi eine unaufhaltsame Mechanik des Grauens in Gang setzen“.
Darüber hinaus gewannen einige der Tatortfolgen nationale und internationale Preise. So feierte der Tatort: Es lebe der Tod (2016) seine internationale Premiere auf dem Austin Film Festival und Marka gewann dafür 2017 beim Nashville Film Festival (USA) einen Publikumspreis und 2017 beim Garden State Film Festival (USA) einen Jury-Preis. Für den Tatort: Die Wahrheit aus demselben Jahr (2016) waren Marka und der Drehbuchautor Erol Yesilkaya 2017 für den Grimme-Preis nominiert, den sie dann beide 2019 für die Tatortepisode Meta gewinnen konnten.

## Filmografie (Auswahl)

### Als Regisseur
- 2010: Interview (Kurzfilm)
- 2013–2015: Notruf Hafenkante (Fünf Episoden), (Fernsehserie)
- 2015: Tatort: Das Haus am Ende der Straße  (Fernsehkrimi)
- 2015: Tatort: Hinter dem Spiegel (Fernsehkrimi)
- 2016: Tatort: Die Wahrheit (Fernsehkrimi)
- 2016: Tatort: Es lebe der Tod (Fernsehkrimi)
- 2017: Tatort: Der scheidende Schupo (Fernsehkrimi)
- 2017: Hit Mom – Mörderische Weihnachten (Fernsehfilm)
- 2018: Tatort: Meta (Fernsehkrimi)
- 2018: Tatort: KI (Fernsehkrimi)
- 2019: Tatort: Ein Tag wie jeder andere (Fernsehkrimi)
- 2020: Exit (Fernsehfilm)
- 2020: Tatort: Parasomnia (Fernsehkrimi)
- 2021: Tatort: Unsichtbar (Fernsehkrimi)
- 2023: Der Greif (Fernsehserie)

### Als Editor
- 2003: Der Ärgermacher (Kinofilm)
- 2006: Zores (Fernsehfilm)
- 2008: 1. Mai – Helden bei der Arbeit (Episode Uwe), (Kinofilm)
- 2008: Unschuldig (Krimiserie)
- 2009: Killerjagd. Töte mich, wenn du kannst (Fernsehfilm)
- 2009: Parkour (Kinofilm)
- 2010: Interview (Kurzfilm)
- 2011: Schreie der Vergessenen (Fernsehfilm)
- 2015: 100 Code (Drei Episoden), (Dramaserie)
- 2018: Tatort: Meta (Fernsehkrimi)
- 2018: Tatort: KI (Fernsehkrimi)
- 2019: Tatort: Ein Tag wie jeder andere (Fernsehkrimi)
- 2020: Exit (Fernsehfilm)

### Sonstiges
- 2003: Der Ärgermacher (Erzählerstimme)
- 2006: Zores (Fernsehfilm), (Synchronisation)
- 2018: Tatort: Meta (Fernsehkrimi), (Cameo-Auftritt)
- 2023: Der Greif (Fernsehserie), (Idee, Produzent, Showrunner)

## Auszeichnungen (Auswahl)
Interview (Kurzfilm)
- 2010: Buenos Aires Rojo Sangre (Argentinien) – Festivalpreis Mejor Director Cortometraje (Bester Kurzfilmregisseur) in der Kategorie Sección De Cortometrajes (Kurzfilmsektion)
- 2010: IndieFest Film Awards (USA) – Festivalpreis Award of Merit
- 2010: Oaxaca FilmFest (Mexiko) – Auszeichnung Bester Kurzfilm
- 2011: cellu l’art Kurzfilmfest – Bester Film und Publikumspreis
- 2011: Celluloid Screams: Sheffield Horror Film Festival (England) – Festivalpreis Best Short Film
- 2011: Exground Filmfest Wiesbaden – Publikumspreis(Bester Film)
- 2011: FEC Festival (European Short Film Festival) (Spanien) – Publikumspreis in der Kategorie Europäischer Wettbewerb
- 2011: Filmfestival Max Ophüls Preis – Nominierung für den Kurzfilmpreis
- 2011: Internationales Filmfest Oldenburg – Nominierung für den German Independence Award – Bester Kurzfilm
- 2011: Seattle International Film Festival – Nominierung für den Golden Space Needle Award in der Kategorie Bester Kurzfilm für Sebastian Marka (3. Platz)
- 2012: Landshuter Kurzfilmfestival – Jury-Preis Bester Kurzfilm
- 2012: Miami Short Film Festival (USA) – Festivalpreis Best Narrative
- 2012: Newport Beach Film Festival (USA) – Festivalpreis Best Narrative Short
- 2012: Pentedattilo Film Festival (Italien) – Festivalpreis Best Short in der Kategorie Thriller
- 2012: Wendland Shorts – Publikumspreis
- 2013: Krimifestival Tatort Eifel – 1. Platz in der Kategorie Kurzfilm-Wettbewerb

Tatort: Es lebe der Tod
- 2016: Festival des deutschen Films – Nominierung für den Ludwigshafener Filmkunstpreis in der Kategorie Bester deutscher Film
- 2017: Deutsches Fernsehkrimi-Festival – Nominierung für den Deutschen Fernsehkrimipreis für Sebastian Marka (Regie) und Erol Yesilkaya (Drehbuch)[13]
- 2017: Garden State Film Festival – Festivalpreis für Sebastian Marka, Jörg Himstedt und Liane Jessen in der Kategorie International Narrative Feature
- 2017: Nashville Film Festival – Publikumspreis im Wettbewerb Episodic Competition in der Kategorie Long Form

Tatort: Die Wahrheit
- 2017: Deutsches Fernsehkrimi-Festival – Nominierung für den Deutschen Fernsehkrimipreis für Sebastian Marka (Regie) und Erol Yesilkaya (Drehbuch)
- 2017: Grimme-Preis 2017 – Nominierung für den Grimme-Preis für Erol Yesilkaya (Drehbuch) und Sebastian Marka (Regie) in der Kategorie Fiktion
- 2017: Studio Hamburg Nachwuchspreis – Nominierung für den Hamburger Krimipreis zu Ehren Jürgen Rolands

Tatort: Meta
- 2019: Grimme-Preis 2019 – Grimme-Preis für Erol Yesilkaya (Drehbuch) und Sebastian Marka (Regie) in der Kategorie Fiktion / Spezial